# Lukovo (okres Chust)
Lukovo, ukrajinsky Луково, do roku 1995 Лукове,maďarsky Lukova, je obec v bilkyvské vesnické komunitě, v okrese Chust, v Zakarpatské oblasti Ukrajiny. V roce 2001 zde žilo 1 558 obyvatel.

## Místní části
- Zadon, ukrajinsky Задон

## Historie
První písemná zmínka o této obci pochází z 18. století. Před uzavřením Trianonské smlouvy byla obec součástí Uherska. Poté byla součástí první československé republiky. Od roku 1945 byla obec součástí Ukrajinské sovětské socialistické republiky, která byla součástí SSSR, a nakonec od roku 1991 je součástí samostatné Ukrajiny.